# Ar-Ruwajna
Ar-Ruwajna (ar. الروينة, fr. Rouina) – miasto w Algierii, w prowincji Ajn ad-Dafla.